# Merfy
Merfy is een gemeente in het Franse departement Marne (regio Grand Est) en telt 651 inwoners (1999). De plaats maakt deel uit van het arrondissement Reims.

## Geografie
De oppervlakte van Merfy bedraagt 6,7 km², de bevolkingsdichtheid is 97,2 inwoners per km².
De onderstaande kaart toont de ligging van Merfy met de belangrijkste infrastructuur en aangrenzende gemeenten.

## Demografie
Onderstaande figuur toont het verloop van het inwonertal (bron: INSEE-tellingen).